# Adonisea ligeae
Adonisea ligeae là một loài bướm đêm trong họ Noctuidae.